# Shōgo Asada
Shōgo Asada (japanisch 麻田 将吾 Asada Shōgo; * 6. Juli 1998 in Azumino) ist ein japanischer Fußballspieler.

## Karriere
Asada erlernte das Fußballspielen in der Jugendmannschaft von Kyoto Sanga FC. Seinen ersten Vertrag unterschrieb er 2017 bei Kyoto Sanga FC. Der Verein spielte in der zweithöchsten Liga des Landes, der J2 League. Für den Verein absolvierte er vier Ligaspiele. 2018 wurde er an den Zweitligisten Kamatamare Sanuki ausgeliehen. Am Ende der Saison 2018 stieg der Verein in die dritte Liga ab. Für den Verein absolvierte er 55 Ligaspiele. 2020 kehrte er zu Kyoto zurück. Mit dem Verein aus Kyōto feierte er Ende 2021 die Vizemeisterschaft und den Aufstieg in die erste Liga.

## Erfolge
Kyoto Sanga FC
- Japanischer Zweitligavizemeister: 2021  ▲